# Yvonne Levering
Yvonne Levering (née le 26 septembre 1905 à Bruxelles – morte le 1er mai 2006 dans la même ville) est une pianiste, contralto, mezzo-soprano, récitante et professeur de musique belge.

## Biographie
Tout au long de sa riche carrière musicale, Yvonne Levering participe à d’innombrables concerts et récitals, tout en abordant le genre de l’oratorio et le répertoire classique italien, anglais, français et allemand.

## Récompenses
Yvonne Levering reçu le titre de Chevalier de l’Ordre de Léopold II, elle est également récipiendaire de la Médaille d’argent de la Ville de Paris, et couronnée par le Prix Thorlet de l’Académie française.